# Emlenton, Pennsylvania
Emlenton, Pennsylvania (енгл. Emlenton) град је у америчкој савезној држави Пенсилванија.

## Демографија
По попису из 2010. године број становника је 625, што је 159 (-20,3%) становника мање него 2000. године.
| Група             | 2000.       | 2010.       |
| Белци             | 775 (98,9%) | 615 (98,4%) |
| Афроамериканци    | 0 (0,0%)    | 1 (0,2%)    |
| Азијати           | 3 (0,4%)    | 4 (0,6%)    |
| Хиспаноамериканци | 0 (0,0%)    | 4 (0,6%)    |
| Укупно            | 784         | 625         |